# Рејчел Каск
Рејчел Каск (енгл. Rachel Cusk; Саскатун, 8. фебруар 1967)је британска  књижевница.

## Детињство и образовање
Каск је рођена у Саскатуну од британских родитеља 1967. године, као друго од четворо деце са старијом сестром и два млађа брата. Провела је већи део свог раног детињства у Лос Анђелесу.  Преселила се у Британију домовину својих родитеља 1974. настанивши се у Bury St Edmunds у Сафолку.  Потиче из богате католичке породице, а школовала се у самостану Свете Марије у Кембриџу.  Студирала је енглески на Њу Колеџ (Оксфорд). 

## Каријера
Каск је написала једанаест романа, четири публицистична дела и адаптирала Медеју за лондонско позориште Алмеида.
Објавила је свој први роман, Saving Agnes (Спашавање Агнес) 1993. године, који је добио награду „Витбред“ за први роман. Његове теме женствености и друштвене сатире остале су централне у њеном раду током наредне деценије. Одговарајући на формалне проблеме романа који представља женско искуство, почела је да се бави нефикцијом. Објавила је два аутобиографска извештаја о мајчинству и разводу: A Life's Work (Животно дело) и Aftermath (Последице).  Каск је била професор креативног писања на Универзитету Кингстон.
Касков роман из 2014, Outline, ушао је у ужи избор за награду Фолио, Голдсмит награду  и Бејлисову женску награду за фикцију.  Године 2003, Каск је номинована од стране магазина Гранта као један од 20 најбољих младих британских романописаца. 
После дугог периода разматрања, Каск је почела да ради у новој форми која је представљала лично искуство избегавајући политику субјективности и дословности и остајући ослобођена наративне конвенције. Тај пројекат је постао трилогија Outline (Обрис), Transit (Транзит) и Kudos (Похвале). Judith Thurman за The New Yorker је написала: „Многи експериментални писци су одбацили механику приповиједања, али Каск је пронашла начин да то учини без жртвовања њене напетости. Роман, који фикцији даје радикалан "нови дизајн". Outline је био један од 5 најбољих романа Њујорк Тајмса 2015. 
Рецензирајући Outline у The New York Times-у, Heidi Julavits је написала: „Док је наратор ретко сам, читање Outline опонаша осећај да је под водом, да је одвојен од других људи супстанцом гушћом од ваздуха. Али нема ништа нејасно или пригушено у Касковој књижевној визији или њеној прози: Проведите много времена уз овај роман и постаћете уверени да је она један од најпаметнијих писаца на свету.“ 
Рецензирајући њен роман Transit, критичарка Хелен Данмор која је писала за The Guardian похвалила је Каскову „бриљантну, проницљиву прозу“, додајући: „Каск сада ради на нивоу због којег је веома изненађујуће што још увек није освојила велику књижевну награду“. 
Двајт Гарнер је у рецензији Транзита за The New York Times рекао да роман нуди „трансценденталне рефлексије“ и да је жељније чекао Kudos, последњи роман трилогије Рејчел Каск, него онај из серијала Моја борба Карла Увеа Кнаусгора. 
Рецензије Kudos последњег романа Каскове трилогије, биле су углавном позитивне.   Пишући за The New Yorker Кејти Волдман назвала ју је „књигом о неуспеху која сама по себи није неуспех. У ствари, то је успех који одузима дах.“ 
Касков роман Second Place (Друго место) објављен је 2021. Инспирисана је мемоарима Мејбел Доџ Лухан, која је угостила Д.Х. Лоренса на свом имању у уметничкој колонији Таос у Новом Мексику 1924. У овом делу настављено је Касково експериментисање са формом романа. Andrew Schenker, који је писао за Los Angeles Review of Books, написао је: „Ако се чинило да је трилогија Outline гурнула даље од романа док је још увијек радила унутар форме, онда Second Place сугерише да је Каск можда у потпуности прерасла жанр.“  Cleveland Review of Books је рецензирао књигу, рекавши да је „приповедачко одсуство део онога што тера кроз романе, јер делује као филтер, дестилирајући све приче других људи до њихових филозофски најгољих, етички најдвосмисленијих, њихових болно изолован“. 
Позориште Алмеида је 2015. наручило и оригинално продуцирао Каскову адаптацију Медеје као Medea - Euripides, A New Version (Медеја - Еурипид, нова верзија).  У Касковој адаптацији, Медеја не убија своју децу. Рецензирајући Медеју, Фајненшал тајмс је коментарисао: „Рејчел Каск је позната као непоштедна списатељица на територији брачног распада“. 

## Лични живот
Након кратког првог брака са банкаром,Каск је била удата за фотографа Адријана Кларка, са којим има две ћерке.  Пар се раздвојио 2011. Њихов развод постао је главна тема у Касковим списима.
Каск је удата за консултанта за малопродају и уметника Siemon Scamell-Katz-а.   Живе у Лондону и Норфолку са Кусковим ћеркама.Године 2021, пар је најавио планове да се преселе у Париз, што је делом протест против повлачења Уједињеног Краљевства из Европске уније.

### Награде и награде
- 1993. Whitbread First Novel Award („Витбред“ Награда за први роман) - Saving Agnes (Спасавање Агнес) [27]
- 1997. Награда Сомерсет Мом - Живот на селу [28]
- 2003. Награда за роман „Витбред“ (ужи избор) - Срећници [29]
- 2005. Ман Боокер награда (дуга листа) – In the Fold [30]
- 2007. Оранж награда за фикцију (ужи избор) - Арлингтон Парк [31]
- 2014. Goldmiths Prize (ужи избор)
- 2015. Награда Фолио (ужи избор)
- 2015. Бејлијева награда (ужи избор)
- 2015. Scotiabank Giller Prize (ужи избор) [32]
- 2015. Књижевна награда генералног гувернера за фикцију (ужи избор)
- 2016. Goldsmiths награда (ужи избор)
- 2017. Scotiabank Giller  награда (ужи избор) [33]
- 2018. Goldsmiths награда (ужи избор) [34]
- 2021. Букерова награда (дуга листа) - Друго место
- 2021. Награда генералног гувернера за белетристику на енглеском језику (ужи избор) – Друго место [35]
- 2022. Prix Femina étranger - Друго место [36]